# Jacquelyn Mayer
Jacquelyn Jeanne Mayer, detta Jackie (Sandusky, 20 agosto 1942), è un'ex modella statunitense, eletta Miss Ohio 1962 e Miss America 1963 l'8 settembre 1962. In seguito è diventata una speaker motivazionale, dopo essersi salvata da un ictus che l'aveva quasi uccisa all'età di ventotto anni. A suo nome è stato fondato un centro di riabilitazione all'interno del Providence Hospital di Sandusky. È inoltre portavoce della American heart Association.
Jaqueline Mayer è membro della Ohio Women's Hall of Fame, in cui è stata inserita nel 1997. Nella primavera del 2001, la Mayer è stata insignita della prima laurea honoris causa del Lourdes College di Sylvania in Ohio. Inoltre una sezione della strada State Route 2 che parte dalla Contea di Erie è chiamata "Jackie Mayer Miss America Highway" in suo onore.
Jaquelin Mayer ha avuto due figli: Bill Townsend, uno dei cofondatori di Lycos, e Kelly Rostic, ex anchorwoman della NBC e della Fox.